# Jawlensky im Chambre séparée
Jawlensky im Chambre séparée ist der Titel eines Bildes, das die russische Künstlerin Marianne von Werefkin um 1909 malte. Das Werk ist Teil einer deutschen Privatsammlung.

## Technik und Maße,
Bei dem Bild handelt es sich um eine Gouache auf Papier, 28,5 × 26,5 cm. Es trägt keine Signatur oder Datierung.

## Lulu
Werefkin schilderte 1919 August Schädl, einem Freund in München und dem ehemaligen Lehrer von Andreas Jawlensky aus Ascona ihre Lebensgeschichte: „Im Hause meines Vaters lernte ich vor 27 Jahren Jawlensky kennen. […] Ich liebte seine Kunst und wollte ihm helfen. Er gefiel mir, ich wusste, dass er leichtsinnig und ein Frauenläufer war.“ Dennoch beschloss die vier Jahre ältere und in der Malerei weit Fortgeschrittenere Baronin, den jungen, mittellosen, aber talentierten Leutnant in der Kunst zu bilden und zu unterrichten.
In München fanden sich Kollegen und Freunde unprüde mit Jawlenskys Affären ab und nahmen an seiner Disposition keinen sonderlichen Anstoß. Wie Werefkin nannten sie Jawlensky wegen seiner vielen Amouren ambivalent Lulu und sahen in ihm das männliche Pendant zu jener Frau aus Frank Wedekinds Drama, die mit Sinnlichkeit Männer anlockt, um sie eiskalt ins Verderben zu stürzen.
Freunden und Bekannten gegenüber machte Jawlensky auch keinen Hehl daraus, wie sehr er der Weiblichkeit zugetan war. Sein Freund und Förderer, der Bildhauer Philipp Harth, erläuterte dementsprechend noch in dessen letzten Lebensjahren: „Jawlensky stand immer im Minnedienst, wie ein Troubadour schilderte er in berückenden Farben seine Liebesempfindungen, seine Huldigungen an Aphrodite.“

## Ikonografie
Werefkin hatte seit Anbeginn ihrer platonischen Freundschaft Jawlenskys Liebesabenteuer toleriert. So schilderte sie in ihren gemalten Tagebüchern eine Begebenheit, wie sich Jawlensky im Frack in einem Chambre séparée an einer Dame verlustiert. Das Dekolleté hat er ihr heruntergerissen und ihre Brüste entblößt. Von der Attacke seines plötzlichen Liebesangriffes zeugt eine umgestürzte Blumenvase auf dem Tisch in dem engen Etablissement. Auf einer Bühne im Hintergrund tritt gleichzeitig ein Schauspieler auf, der in Siegerpose eine Trophäe in die Höhe hält. Die Darstellung erläutert Jawlenskys Spitzname Lulu. Bei dieser Szene handelt es sich um eine jener witzig humorvollen Darstellungen der Werefkin, mit denen sie Jawlensky, ähnlich wie Alexander von Salzmann, verschiedentlich karikierte.